# 贵州省历史文化名镇
贵州省历史文化名镇由贵州省政府公布，有16处，其中8处已升格为中国历史文化名镇。
- 贵阳市
  - 花溪区青岩镇（已升格为第二批中国历史文化名镇）
  - 清镇市卫城镇
- 遵义市
  - 习水县土城镇（已升格为第二批中国历史文化名镇）
  - 赤水市大同镇（已升格为第六批中国历史文化名镇）
  - 湄潭县永兴镇
  - 正安县安场镇
  - 道真县洛龙镇
- 安顺市
  - 西秀区旧州镇（已升格为第四批中国历史文化名镇）
  - 平坝区天龙镇（已升格为第四批中国历史文化名镇）
- 六盘水
  - 六枝特区 郎岱镇
  - 盘州市 双凤镇
- 铜仁市
  - 松桃苗族自治县寨英镇（已升格为第六批中国历史文化名镇）
  - 印江县木黄镇
- 黔东南
  - 黄平县旧州镇（已升格为第三批中国历史文化名镇）
  - 雷山县西江镇（已升格为第三批中国历史文化名镇）
  - 锦屏县茅坪镇